# Вулиця Панаса Мирного (Полтава)
Вулиця Панаса Мирного — вулиця у Шевченківському районі Полтави. Пролягає від вулиці Кагамлика до вулиці Довженка. Виникла у XIX ст. у місцевості Кобищани, спершу мала назву Дальня Кобищанська (1887 р)., згодом — 3-я Кобищанська. Сучасною назвою названа у 1929 р. на честь Панаса Мирного (справжнє — Панас Якович Рудченко, 1849–1920) — українського письменника.
На цій же вулиці у будинку № 56, в якому у 1903–1920 рр. жив письменник, відкрито музей Панаса Мирного, на подвір'ї садиби йому встановлено пам'ятник. Вулиця забудована індивідуальними житловими будинками.
Прилучаються вулиці Геращенка, Михайлівський Яр, Суворовський провулок, вулиця Олени Пчілки, провулки Ставковий, Скобелєва, Карпенка-Карого, Зелений Яр, Паскаля, Пасічний, вулиці Червоного Хреста та Тобілевича.